# Werner Bosman
Pour les articles homonymes, voir Bosman.
Werner Bosman, né le 15 mai 1988, est un nageur sud-africain.

## Carrière
Aux Championnats d'Afrique de natation 2010 à Casablanca, Werner Bosman obtient la médaille d'or du 4 x 100 mètres nage libre et la médaille de bronze du 50 mètres nage libre.